# Геюшева, Тукезбан Низами гызы
Тукезбан Низами гызы Геюшева (азерб. Tükəzban Nizami qızı Göyüşova; род. 6 декабря 1972, Баку) — археолог, доктор философии по истории, доцент. Ведущий научный сотрудник отдела «Археология среднего и позднего бронзового века» Института Археологии и Антропологии Академии наук Азербайджанской Республики. Исследователь археологических памятников, древних некрополей и циклопических поселений — замков Западного региона Азербайджана — Кедабека.

## Биография
Тукезбан Геюшева родилась 6 декабря 1972 года в Баку, в 1989 году окончила среднюю школу № 260 Хатаинского района. В 1989–1994 годах училась на факультете «Культурно-просветительская работа» Азербайджанского Государственного Университета , Культуры и Искусств. С 1995 года работала старшим лаборантом в Отделе археологических исследований на территориях нового строительства Института Археологии и Этнографии НАНА, с 2000 года — младшим научным сотрудником, с 2001 года — младшим научным сотрудником.
В 2001 году был переведен на должность научного сотрудника, а в 2012 году – на должность старшего научного сотрудника. С 2014 года – ведущий научный сотрудник отдела «Археология энеолита и ранней бронзы». В 2010 году защитил диссертацию на тему «Бронзовые пояса Азербайджана» и получил ученую степень доктора философии по истории. В 2019 году решением ВАК при Президента Азербайджанской Республики ему было присвоено звание доцента. Она является автором более 50 научных статей, до 15 научных докладов конференция, а также около 10 научных работ, опубликованных за рубежом, включая монографию «Бронзовые пояса Азербайджана».

### Семья
Тукезбан Геюшева замужем и имеет одного ребёнка.
Тукезбан Геюшева также принадлежит к семье Геюшевых, известной интеллигентской династии Карабаха.

## Научная деятельность
Тукезбан Геюшева возглавляет Кедабекскую археологическую экспедицию с 2008 года и является единственной женщиной-руководителем экспедиции в Азербайджане за последние 35 лет. Она проводила археологические исследования в основном в циклопических сооружениях-замках (поселения позднего бронзового – раннего железного века) Гедабека, а также в древних некрополях. Её основная область исследований – археология бронзового века Азербайджана, в особенности изучение древних истоков прикладного искусства этого периода, наиболее ярким примером которого является изучение бронзовых поясов с изображениями. Она провела обширные археологические исследования на циклопических крепостях «Лешкер» и «Говду» в Кедабеке, и в целом на  80 циклопических сооружений в Кедабеке, крепость, который был назван как крепость «Делма» Исхаком Джафарзаде, был введен в научный оборот под названием  крепость «Лешкер» Тукезбан Геюшевой.
Т.Геюшева является одним из лучших исследователей археологической культуры Ходжалы-Кедабей. Она является первым исследователем каменных ящиков-гробниц Дарьюрд Кедабека, крепость-«Лешкер», «Говду», а также археологических памятников средневековых крепостей «Кёроглу» и «Гыз Галасы», которые занимают видное место в изучении археологической культуры Азербайджана. В 2022 году впервые в истории Азербайджана она провела археологические раскопки на средневековых крепостях Кедабека - городище Кёроглу в селе Галакенд и Гыз Галасы, расположенных в 7-8 км от села Союдлу. Тукезбан Геюшева сыграла большую роль в открытии древних памятников, относящихся к XIV-VIII векам до н.э. в селах Шыных и Гёелли Кедабекского района на границе с Арменией. Памятники «Хорукдаш» и «Ахчачихан» относятся к циклопическому типу и относятся к позднему бронзовому веку. Тысячи артефактов, полученных в ходе раскопок, после научного исследования были переданы в Кедабекский историко-краеведческий музей, значительно пополнив тем самым научный фонд музея.
Т. Геюшева принимала активное участие в археологических исследованиях, проводившихся на территориях, охваченных трубопроводами, во время строительства нефтепровода Баку-Супса в 1997-1998 годах. С 2000 года она работала в составе археологических экспедиций, проводившихся в Нахчыване, Шамкире, Товузе, Кедабеке, Агстафе, Геранбое и других местах.
В 2001 году Тукезбан Геюшева работала в составе азербайджано-американской международной экспедиции под руководством Ильяса Бабаева, а в 2007 и 2014 годах – в составе международных экспедиций (в Кедабеке и Агстафе) с участием специалистов Национального центра научных исследований Франции.

## Международная научная деятельность
С начала своей карьеры Тукезбан Геюшева представляла Азербайджан с докладами на международных конференциях, проводимых во многих странах мира. Список многих из её выступлений приводится ниже:
В 2002 году на международной научной конференции «Археология и этнология Кавказа» в Тбилиси она выступила с докладом «История изучения бронзовых поясов Южного Кавказа»; 15 декабря 2005 года на международной конференции «Археология, этнология, фольклор Кавказа», состоявшейся в Национальной академии наук Азербайджана, в которой приняли участие российские и грузинские ученые и специалисты, а также американские археологи, участвовавшие в археологических раскопках вдоль основного экспортного нефтепровода Баку-Тбилиси-Джейхан, «Бронзовый орнаментальный пояс, найденный в Мингячевире»; В 2011 году в Алматы, Казахстане, прошла международная научная конференция «Археология Казахстана в период независимости: итоги, перспективы на тему «Археологические памятники Кедабекского района (по материалам раскопок 2008–2010 гг.)»; в 2012 году в Габале прошла международная научная конференция «Древняя городская культура Азербайджана в контексте мировой урбанизации по теме «Современные исследования циклопических сооружений Кедабекского района»; 10–14 ноября 2013 года прошла конференция «К истории исследования археологических памятников Кедабекского района и современных исследований, проводимых в регионе»; в Газахе прошла международная конференция «Азербайджанский мультикультурализм и Кавказская Албания» на международной конференции «Кавказская Албания и археологические раскопки»; «О бронзовом поясе, найденном в Кедабеке» на Международная научная конференция «Южный Кавказ и степь в эпоху поздней бронзы – раннего железного века», посвященная 90-летию Марии Николаевны Погребовой, состоявшаяся в Москве 25–27 апреля 2016 г.; Международная научная конференция «Археологическое наследие Карабаха», организованная Институтом археологии и этнографии в главном здании НАНА 28 ноября 2016 г.; V Международный симпозиум «Хамза Нигари», организованный в посёлке Гузанлы Агдамского района 17–19 мая 2022 г., с докладами «Средневековые археологические памятники Кедабека.
Тукезбан Геюшева приняла участие в VI Международной конференции по развитию туризма и путешествий, состоявшейся 16–18 мая 2025 г., на тему: «Культурное наследие и турецкое наследие», совместно организованная соответствующими факультетами Университета Карабах, Анкарского университета имени Гаджи Байрама Вели, Азербайджанского университета культуры и искусств и Азербайджанского университета туризма и менеджмента.
Т. Геюшева  в настоящее время работает над докторской диссертацией на тему «Материальная и духовная культура скотоводческого населения Малого Кавказа» под руководством профессора Х.Джафарова.

## Научные работы

### Статьи
- (2002) Bronze belts of Mingachevir
- (2002) On the history of the study of bronze belts of the South Caucasus. International Scientific Conference. Archaeology, Ethnology and Folklore of the Caucasus
- (2003) About archaeological research conducted in Julfa district in 2002
- (2004) Bronze Belts in Museum Collections of Azerbaijan. International Scientific Conference
- (2005) Bronze ornamented belt from Mingachevir. International Scientific Conference
- (2005) Ornaments and plots on bronze belts from Azerbaijan and their parallels on the products of the Koban culture
- (2006) Gadabay-Daryurd necropolis
- (2007) Archaeological research conducted in Gadabay district in 2006
- (2008) On the history of the study of Azerbaijani bronze belts.
- (2008) About the Bronze Belt from Apsheron. International Scientific Conference
- (2008) Archaeological excavations conducted in the territory of Shamkir region in the late 19th and early 20th centuries. Shamkir archaeological heritage history and architecture
- (2008) Archaeological research in the Daryurd necropolis of Gadabay region
- (2009) The Bronze Belts of Khojaly. History, Archaeology, Ethnography of Karabakh and the 3000th Anniversary of the City of Barda
- (2009) Astral descriptions on bronze belts discovered in Azerbaijan
- (2009) The description of fish in the fine arts of Azerbaijan. International Scientific Conference
- (2010) Deer cult in Azerbaijan (based on Late Bronze – Early Iron Age materials)
- (2010) Daryurd necropolis
- (2010) Technology of manufacturing bronze belts in the Late Bronze Age of Azerbaijan
- (2010) Govurgala is the ruin of the Albanian city. Ancient and medieval Azerbaijani cities: archaeological heritage, history and architecture
- (2010) Archaeological research in Gadabay
- (2010) Bronze belts of Azerbaijan. I Republican Innovative Ideas Fair of Young Scientists
- (2011) Archaeological monuments of the Kedabek region (based on excavations in 2008-2010). Science Committee of the Ministry of Education and Science of the Republic of Kazakhstan
- (2011) Geometric figures on bronze belts from Azerbaijan
- (2012) Archaeological research in Gadabay
- (2013) Archaeological research conducted in the Gadabay region
- (2013) On the history of the study of archaeological monuments of the Gadabay region and the latest research in the region
- (2012) Recent research conducted on Cyclopean structures in the Gadabay region
- (2021) A new stage in the study of Khojaly-Gadabay cultural monuments: Results of recent research in Gadabay[20]
- (2025) The role of archaeologist scientist Gahraman Agayev in the study of archaeological monuments of the northeastern region of Azerbaijan.[21]